# The Finder (série)
The Finder é uma série de televisão americana processual drama criado por Hart Hanson, que correu na Fox a partir de 12 de janeiro, 2012 a 11 de maio de 2012. A série foi ao ar às quintas-feiras, às 9:00 da manhã, e se mudou para sextas-feiras às 20:00 com início 6 de abril de 2012. Trata-se de um spin-off de uma outra série de televisão Fox, Bones. O piloto backdoor, intitulado "Finder A", exibido em sua sexta temporada. É vagamente baseado na série de Localizador de dois livros de Richard Greener. Em 9 de maio de 2012, a Fox cancelou a série. Ele também serviu como o desempenho de televisão final de Michael Clarke Duncan, que morreu de complicações devido a um ataque cardíaco no início de setembro de 2012.

## Elenco
- Geoff Stults como Major Walter Sherman, do Exército dos EUA (ex)
- Michael Clarke Duncan, como Leo Knox, um viúvo e ex-advogado
- Mercedes Masohn como Vice-EUA Marshal Isabel Zambada
- Maddie Hasson como Willa Monday, uma delinqüente juvenil Romani
- Toby Hemingway como Timo Proud, um Romani

## Citações
- «Citações da série no Mellho»